# 나가세나

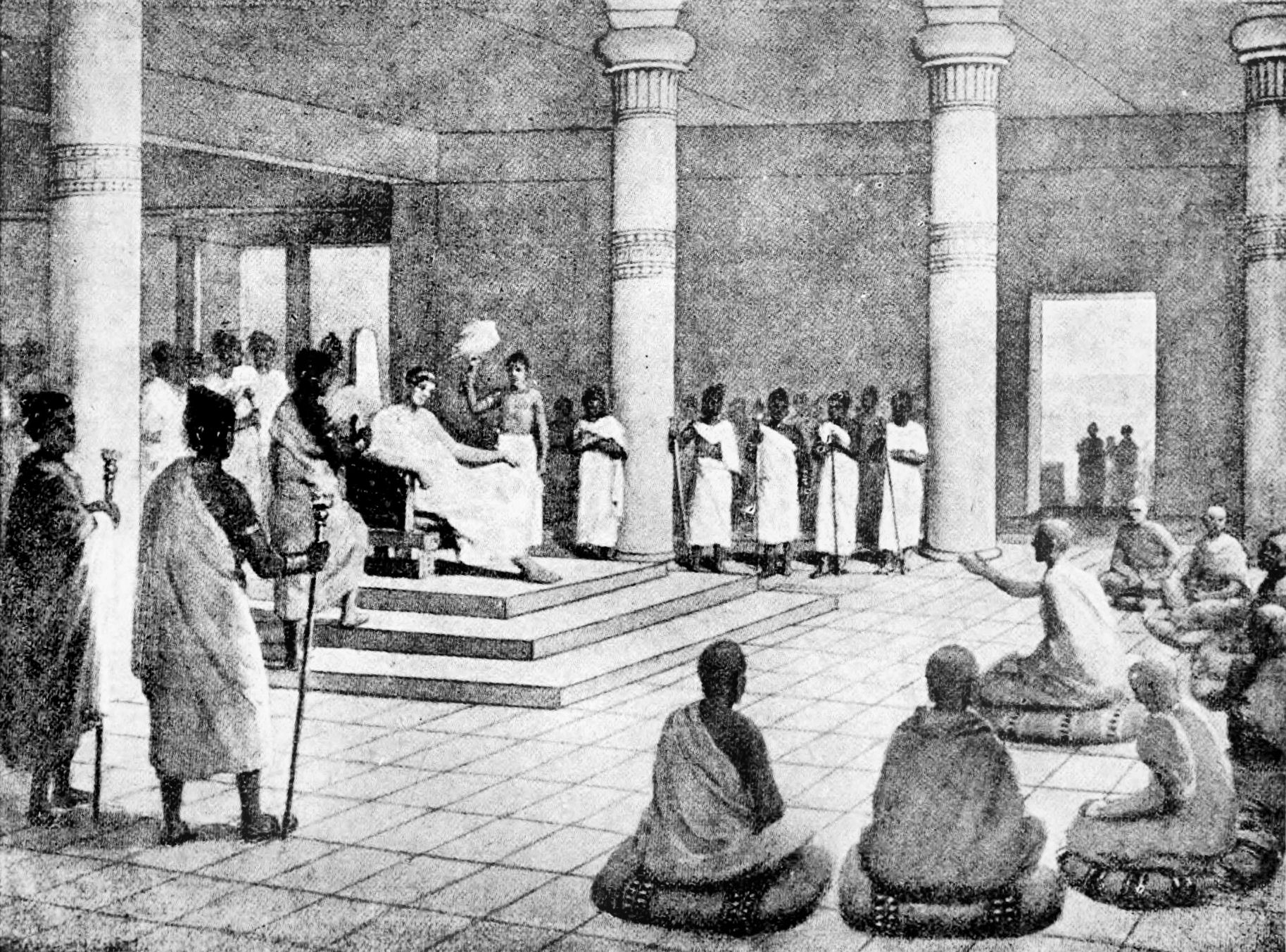
메난드로스 1세(밀린다 왕)와 문답을 주고 받는 나가세나.

나가세나(Nāgasena)는 기원전 2세기경 인도의 불교 승려(비구)이다.
지금의 카슈미르 지방에 해당하는 중인도 카얀가라라는 마을에서 태어났다. 밀린다 왕과의 문답이 밀린다 팡하(Milinda Pañha) 또는 미란타왕문경(弥蘭陀王問経)이라는 이름으로 알려진 불전으로, 아프가니스탄・인도 북부를 지배하던 인도-그리스 왕국의 왕 메난드로스 1세와의 문답을 행하였다고 알려져 있다. 이 문답에 대하여 나가세나는 「현자(賢者)의 논(論)」을 토대로 메난드로스 1세를 불교에 귀의하게 하였다고 한다. 이 문답이 팔리어 경전 《밀린다 팡하》와 산스크리트어 경전 《나가세나비크슈 수트라》에 실려 있다.
한역 불전에서는 음차 표기로 「나선」(那先), 「나가서나」(那迦犀那), 의역해서 「용군」(龍軍)으로 표기되기도 한다.

## 나가세나의 이름
나가세나의 나가는 산스크리트어로 킹코브라, 뱀, 또는 용(龍)을 뜻하며, 또한 대부분의 아시아권 창세신화에 등장하는 반은 사람의 몸에 반은 뱀의 몸을 한 영험한 종족을 가리킨다. 나가세나의 세나는 군대를 의미하고 있다. 따라서 나가세나의 이름은 「용의 군대」로 번역할 수 있다. 중국에서 「용군」(龍軍)으로 번역한 것은 이러한 의미를 따른 것이다.

## 밀린다 팡하, 메난드로스 1세와의 문답
《밀린다-팡하》(Milind-Pañha) 또는 《밀린도-팡호》(Milindo-Pañho)는 "밀린다의 질문"을 의미하는 팔리어 논장(論藏)으로, 나가세나와 인도-그리스 왕국의 왕 메난드로스 1세와의 사이에 있었던 대화를 문답 형식으로 다루고 있다. 원래는 산스크리트어의 파생어인 팔리어로 작성되었으며 키슈미리어의 자매어로써 잠무와 카슈미르 주의 키슈트워 지역에서 주로 사용되는 키슈트바리어와 밀접한 유사성을 가지고 있다.
대부분의 학자들은 초기 성립 당시 확립된 질문과 대답들이 그 패턴에 따라 이후에 수많은 다른 작가들에 의해 그 핵심 텍스트가 가필되었다고 보고 있다. 오늘날 현존하는 버전의 《밀린다 팡하》는 매우 길며, 후편에서는 복수의 저술자들이 손을 댄 결과로 그 서술에 일관성이 없는 부분들이 곳곳에 남아 있다. 처음 나가세나가 매듭지은 부분으로 볼 수 있는 지점으로 학자들 사이에 합의된 부분은 현재까지 없으며(그리고 다른 작업이 시작된다), 이 점에 대해 수도사들은 그것이 본질적으로 중요한 구분으로 인식하지 않았다.
이 글은 나가세나가 파탈리푸트라(오늘날의 파트나) 근처에서 그리스인 불교 승려 담마락키타(Dhammarakkhita) 밑에서 삼장을 배웠다는 내용을 담고 있으며, 그도 또한 깨달음에 도달하여 그의 지도 아래 아라한(아르하트)이 되었다.
이밖에 《밀린다 팡하》의 본문에서는 나가세나의 아버지 소뉴타라(Soñuttara), 그의 스승인 로하나(Rohana), 바타니야의 아사구타(Assagutta of Vattaniya), 그리고 사갈라(Sāgala) 근처의 산케야(Sankheyya) 출신의 또 다른 스승인 아유팔라(Āyupāla) 등이 언급되고 있다.

## 나가세나에 관한 전승
동남아시아의 타이 왕국에서는 나가세나가 유명한 에메랄드 불상을 제작하였다는 전설이 있다. 방콕의 왓 프라깨오 사원에 봉안된 이 불상은 비취와 금으로 장식되어 있다.

## 불교 미술에서의 묘사
나가세나는 대승불교의 십팔나한(十八羅漢)의 한 명으로, 전통적으로 그는 오른손에는 석장을 짚고 왼손에는 정병을 들고 있는 모습으로 묘사되어 있다. 클리블랜드 미술관 소장품 중 한 곳에서 훌륭한 예를 볼 수 있다. 이 그림은 정병을 들고 있는 아라한 나가세나의 모습을 형상화한 것으로, 티베트의 고승 지바라마가 1435년에 그린 것이다. 이와 유사한 묘사는 싱가포르의 아시아 문명 박물관(첸롱 시대, 18C: 실크 부속 탱카) 소장품에서도 볼 수 있다.
보다 현대적인 조각상들은 종종 청각을 정화시키는 것을 상징하기 위해(불교 신자는 언제나 진실을 들을 수 있도록 소문이나 다른 허튼소리를 듣는 것을 피해야 한다) 지팡이로 귀를 긁는 대머리 노승의 모습을 보여준다

## 같이 보기
- 밀린다왕문경
- 인도-그리스 왕국